# 圣保罗迪布瓦
圣保罗迪布瓦（法語：Saint-Paul-du-Bois，法語發音：[sɛ̃ pɔl dy bwa] ⓘ）是法国曼恩-卢瓦尔省的一个市镇，属于索米尔区。

## 地理
圣保罗迪布瓦（47°4'51"N, 0°32'41"W）面积26.58 平方千米，位于法国卢瓦尔河地区大区曼恩-卢瓦尔省，该省份为法国西部内陆省份，大致对应安茹地区，北起顺时针与马耶讷省、萨尔特省、安德尔-卢瓦尔省、维埃纳省、德塞夫勒省、旺代省、大西洋卢瓦尔省和伊勒-维莱讷省接壤。
与圣保罗迪布瓦接壤的市镇（或旧市镇、城区）包括：拉普兰、松卢瓦尔、利斯-上莱永、圣莫里斯-埃蒂松。

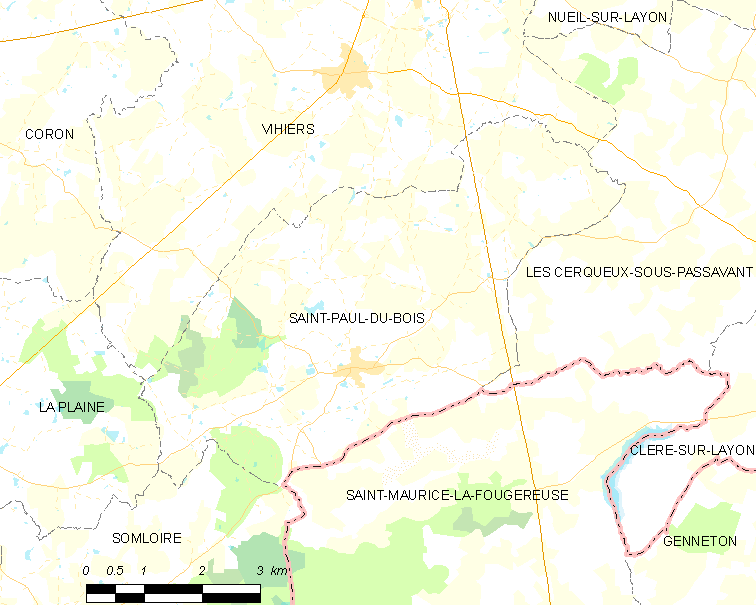
圣保罗迪布瓦的OSM定位图

圣保罗迪布瓦的时区为UTC+01:00、UTC+02:00（夏令时）。

## 行政
圣保罗迪布瓦的邮政编码为49310，INSEE市镇编码为49310。

## 政治
圣保罗迪布瓦所属的省级选区为绍莱第二县。

## 人口

1962-2008年间圣保罗迪布瓦人口变化图示

圣保罗迪布瓦于2022年1月1日时的人口数量为600人。